# Molyvdoskepastos
Molyvdoskepastos (griechisch Μολυβδοσκέπαστος (f. sg.)) oder Molyvdoskepasti (Μολυβδοσκέπαστη) ist ein Dorf der Gemeinde Konitsa in der nordwestgriechischen Region Epirus. Der ehemals Dipalitsa (Διπαλίτσα) oder Depalitsa (Δεπαλίτσα) benannte Ort erhielt 1929 seinen heutigen Namen. Das Dorf ist Geburtsort des ehemaligen griechischen Präsidenten Karolos Papoulias.

## Lage
Molyvdoskepastos liegt im Westen der Gemeinde Konitsa unmittelbar südlich der Grenze zwischen Albanien und Griechenland. Das Dorf ist auf etwa 600 Meter Höhe über dem Meer an den südöstlichen Ausläufern des Nemertsika gelegen, in der Nähe des Zusammenflusses des Aoos mit dem Sarandaporos.

## Geschichte
Die Gründung des Klosters Moni Molyvdoskepastis im 7. Jahrhundert wird dem byzantinischer Kaiser Konstantin Pogonatos zugeschrieben, ist aber ebenso strittig wie die Errichtung des Erzbistums Pogoniani. Die Diözese erscheint erstmals während der Regierungszeit von Andronikos III. Palaiologos in den Notitiae Episcopatuum, der maßgeblichen Quelle für die kirchliche Geographie des Byzantinischen Reiches. Zu den frühesten baulichen Überresten in der Gegend zählt die Kirche Agios Dimitrios aus dem 11. Jahrhundert sowie das Katholikon des Klosters vom Übergang des 13. zum 14. Jahrhundert. In dieser Zeit war der damalige Ort Dipalitsa an einer bedeutenden Handelsroute gelegen. Das Handelsgebiet der epirotischen Kaufleute erstreckte sich überwiegend von Venedig bis Konstantinopel. Aufgrund des damit verbundenen Wohlstandes entwickelte sich Dipalitsa zum wichtigsten städtischen Zentrum der Region, war Sitz eines Erzbischofs und Standort des damals bedeutendsten Marktes von Pogoniani in der Region Epirus. Um 1770 wurde Dipalitsa zerstört und ihre Einwohner vertrieben. Die Verwaltung und die Diözese wurden zunächst in das Nachbardorf Kakolakkos verlegt und schließlich um die Mitte des 19. Jahrhunderts nach Vostina, dem heutigen Pogoniani.
Nachdem im Zweiten Weltkrieg während des Balkanfeldzugs die Edelweiß-Division am 7. Juli 1943 im nahegelegenen albanischen Leskovik ein Massaker verübt hatte und am folgenden Tag bei der zerstörten Brücke von Mertziani auf griechisches Gebiet eingedrungen war, verließen viele Bewohner das Dorf, um sich in der näheren Umgebung zu verstecken und hauptsächlich im Dorf Pogonisko Zuflucht zu finden. Am 9. Juli drang eine Einheit der Wehrmacht nach Molyvdoskepastos ein, exekutierte die verbliebenen Einwohner, zerstörte das Dorf und brandschatzten das nahegelegene Kloster Panagia Molyvdoskepasti. Das Kloster wurde beschossen und teilweise zerstört, das Refektorium und die Klosterzellen verbrannt sowie die Kirchenschätze geraubt, lediglich die Kirche selbst und die hohen Klostermauern blieben unversehrt.
Ab 1919 bildete Depalitsa die gleichnamige Landgemeinde (Κοινότητα Δεπαλίτσας Kinótita Depalítsas) in der Präfektur Ioannina. Die Umbenennung nach dem gleichnamigen Kloster in Molyvdoskepastos erfolgte 1929. Mit der Gemeindereform 1997 wurde Molyvdoskepastos mit 23 weiteren Landgemeinde und der Gemeinde Konitsa fusioniert.
| 1913 | 1920 | 1928 | 1940 | 1951 | 1961 | 1971 | 1981 | 1991 | 2001 | 2011 |
| ---- | ---- | ---- | ---- | ---- | ---- | ---- | ---- | ---- | ---- | ---- |
| 255  | 366  | 313  | 282  | 233  | 200  | 98   | 188  | 173  | 103  | 43   |